# 章子欣遇害案
章子欣遇害案是2019年7月7日发生在中华人民共和国浙江省象山县松兰山景区内发生的一桩女童遇害案。遇害女童章子欣为浙江省淳安县人，时年9周岁，为小学二年级学生。2019年7月4日，章子欣被租住在自家房屋的梁邓华、謝艷芳带离家乡千島湖鎮，此后曾在福建省东山县、浙江省宁波市等地出现。2019年7月7日晚，章子欣在象山县松兰山景区内失踪，次日梁邓华、謝艷芳两人遗体在宁波东钱湖被发现。象山县自7月10日至13日对章子欣展开搜救行动，但两次扩大搜救范围后均未发现女童。最终，女童遗体于13日在石浦海域被经过船只发现，经警方判定为溺亡，且排除失足落水的可能。由于此案中当事人的诸多行为举止违反常理，该案件在中国大陆互联网上受到广泛关注。

## 背景和经过

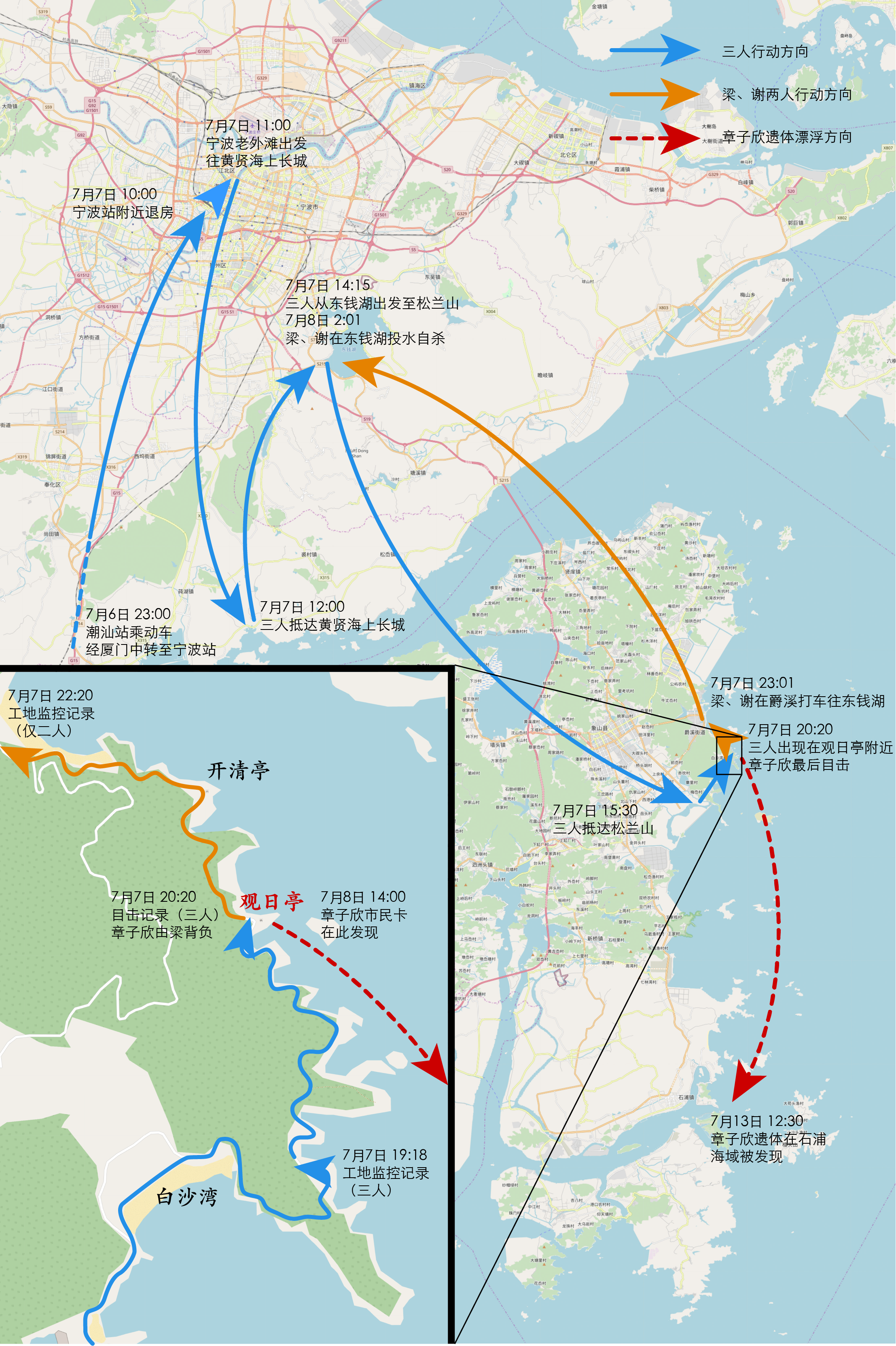
章子欣及梁、谢在宁波市境内的行踪

章子欣是中华人民共和国浙江省淳安县千岛湖镇青溪村人。父亲章军为淳安县人，生于1983年；母亲曾某为重庆市巫山县人，生于1992年。两人2009年相识，次年章子欣出生，2013年5月两人登记结婚，婚后两人感情破裂，曾某离家出走。至案发前，章子欣9周岁，为青溪小学二年级学生。曾某在东莞就业，自女儿5岁起未与女儿见面，章军则在天津谋生，章子欣由祖父母照顾。据祖父母说，章子欣对跟自己好的人都很粘。祖母曾在村中一间民宿帮厨，章子欣也时常与民宿的客人们相处，因而祖父母沒有對犯罪嫌疑人起戒心。後來章军与曾某在2019年7月8日办理离婚，离婚由曾某在2019年年初提议。
2019年6月10日，来自广东省化州市的梁邓华和謝艷芳入住镇中的7天酒店，期间在章子欣祖父母的水果摊购买水果，此后的6月29日以酒店价格过高为由，租住到章子欣祖父母的房屋中，并宣称改变了7月6日离开的计划。在租住期间，两人曾给章子欣购买玩具。7月3日，梁、谢两人以到上海参加婚礼，请章子欣做花童为由请求带走章子欣，并许诺給予酬金，遭到章父反对。但两人最终说服了章子欣的祖父母，并找借口拒绝了章子欣祖父一同前往的要求。次日6时30分，章子欣被从淳安带走。但随后三人并未如约前往上海，而是在下午抵达福建省东山县。7月5日，三人在东山马銮湾游玩，梁邓华通过微信向章军发送了女儿游玩的视频，并承诺在7月6日将女儿送回，但并未兑现。6日凌晨4时，三人乘坐出租车前往广东省汕头市，7时至13时30分在陇田镇一商务酒店居住，此后于当日15时乘车抵达潮陽站。在乘车途中，梁邓华曾发布章子欣在网约车上睡觉的视频，并注释“认了个女儿”但于次日删除。抵达潮阳站后，三人搭乘高铁先后在潮汕站和厦门北站中转，当晚22时54分抵达宁波站，入住宁波站旁的桔子酒店。
7日上午，三人在酒店退房后，在宁波老外滩搭乘一辆網約車前往奉化区境内的黄贤海上长城景区。抵达景区后，梁邓华在抖音短视频中上传章子欣位于该景区的视频。由于謝艷芳抱怨在该景区看不到海，三人改为前往鄞州区东钱湖景区，途中和司机在路边解决午饭。抵达东钱湖后不久，梁邓华再次联系网约车司机，要求前往象山县境内的松兰山景区。途中，章军要求两人将孩子送回，章子欣则表示很想回家，且“我（今天）回不来了”。但梁邓华解释孩子安全，此后则宣称手机没电，联系中断。上述电话也成为章军和章子欣父女的最后一次通话。除此之外，三人可能在象山城区问路。抵达景区后，三人在景区南沙滩游玩，并坐船至东沙滩，此后行经松兰山往爵溪的道路，该道路由于2022年亚运会帆船帆板比赛需要正在改造。根据监控录像，三人于17时23分出现在黄金海岸大酒店门口，19时18分出现在某建筑工地门口，此后有人曾目击三人在距离观日亭近百米处出现，章子欣由梁邓华背负。据警方推测，此时章子欣可能已经疲劳，或者处于睡眠状态。
当日22时20分，梁、谢二人在爵溪附近出现，章子欣已不在两人身边，且两人手中已无章子欣携带的日常用品，警方认定此时章子欣已经遇害。23时01分，两人在爵溪东门十字路口打车再次前往东钱湖。次日2时01分，两人在东钱湖投水自杀。据报道，有监控显示，两人自杀时手挽手走向湖里，直到被水淹没。当日清晨，两人遗体在宁波书画院附近被晨练村民发现。警方认定两人自杀前有饮酒、互相捆连外套等行为，尸检血液中有酒精。

## 搜救

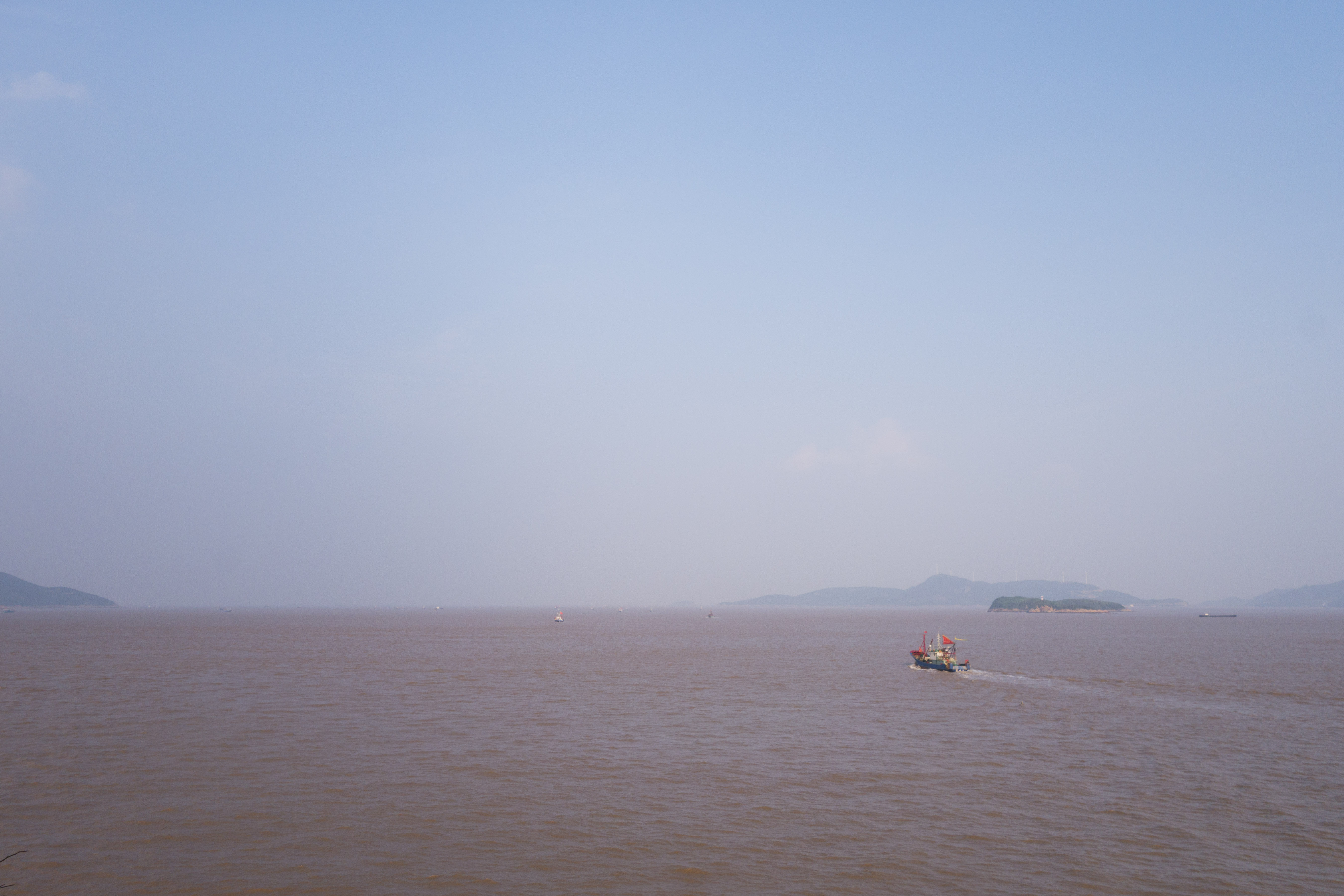
象山石浦东门岛与檀头山间的海域，章子欣遗体即在这片海域被发现

在女童失联后的2019年7月8日上午10时，父亲章军向淳安县公安局青溪派出所报案。当天14时，章子欣的市民卡在观日亭下的小路被人发现，并置于观日亭中。象山县公安局于9日21时收到淳安县公安局协查要求。10日，由公安、渔政、水利及来自宁波、象山的多支民间救援队共数百人组成的搜救队伍开始在松兰山附近寻找女童，最高峰时曾有9支民间救援队参与搜救，公安部儿童失踪信息紧急发布平台（“团圆”系统）也发布了章子欣失联的信息。在陆地搜索无果后，11日的搜索转向海上，搜救人员使用渔政船、摩托艇等船只携带声纳对现场周围20海里进行搜索，仍然无果。12日的搜救重点增加周边岛礁和海岸线，但仍未寻获女童。
7月8日清晨，曾有海钓者在出事地点附近海域观察到穿着女式凉鞋的疑似遗体，但事后搜救队并未找到这具遗体。7月13日，在观日亭南16海里处的石浦海域，东经121度59分、北纬29度12分附近，一艘休闲渔船在返航途中在发现一具女童遗体，后经公安部门确认，遗体为失联的章子欣，搜救行动就此终止。经警方尸检判定，章子欣为生前溺水而亡，根据目击和环境证据排除失足落水。

## 嫌疑人
犯罪嫌疑人梁邓华和謝艷芳均为广东省化州市人，均出生在化州郊区。梁邓华出生于1976年，为官桥镇六堆村大墩坡自然村人，小学文化，曾在村中养鸡并因此负债。育有一儿一女，与妻子分居，已10年未归家。謝艷芳出生于1974年，为平定镇平山村塘岸自然村人，至事发时已30年未曾回乡，曾在亲戚处借款50万元人民币未还。两人均被家乡人指为“不负责任”。
梁、謝二人2005年之前开始同居，但并未登记为夫妻，且两人未育有子女。在淳安时，两人曾特别留意周围的儿童。自2017年起，两人多次向亲友骗取钱财，用于生活和玩乐，在2019年4月至7月期间结伴在中国大陆各地游览近3个月，足迹遍布大理、昆明、重庆、徐州、北京、青岛等48座城市。在旅行途中，两人常常表现出自己非常有钱。梁邓华曾称家中有数辆豪车，在淳安酒店居住时表现大方，曾分食物给酒店工作人员，还曾宣称想在千岛湖购买别墅。但7月8日两人遗体在东钱湖被发现时，身上仅有25元人民币，加上银行存款仅有31.7元人民币，且在多个网贷平台上有贷款未还。两人在旅途中常主动丢弃箱包等随身物品，警方据此推断两人早有厌世想法，见到章子欣后，有携其一道自尽的动机。

## 社会关注
由于案件中的不少细节违背常理，该案件一经公布，即在中国大陆互联网上引起广泛关注。
因梁、谢以“花童”诱骗章子欣，且女童失踪后，梁、谢在东钱湖捆绑衣物自杀，有网友认为章子欣被作为冥婚的花童殉葬。梁邓华QQ空间中大量出现的三山國王圖片也被网友关注，并认为此案可能和邪教组织有关。在警方对网友关注的解答中，也排除了邪教和儿童拐卖的可能。
由于女儿失联后次日章子欣父母在淳安办理离婚，且期间章军未提及女儿，这也引起了网友的怀疑。但当事方回应离婚早已约定，警方同样排除了女童母亲的嫌疑。
7月4日，梁邓华曾向章军的微信发送两组数字“28。29。51”和“64。68”被网友认为对应九宫格输入法中的“不存在了你女”，但也有网友认为是长途客车上的座位号。
对于这些疑问，《新京报》、《中国青年报》等媒体呼吁不应以猎奇的方式看待此案件，而应从该事件反思和改进对儿童的保护。新华社主办的《半月谈》则评论称应当持续案件调查以回应社会疑问。
受此案件影响，淳安县所在的杭州市于2019年7月15日发布紧急通知，要求排查留守儿童安全隐患并开展安全教育。

## 争议事件
中国大陆互联网公司百度旗下的百家号在章子欣遗体被发现后，在未经章子欣父亲同意的情况下，对外以“章子欣父亲”名义发布包含“希望下辈子她还是我的女儿”的内容，遭到网友声讨，随后百度发布道歉声明并宣布开除当值编辑。